# 16564 Coriolis
16564 Coriolis este o planetă minoră (asteroid), cu un diametru de 6,438 km, din centura de asteroizi. A fost descoperită pe 30 ianuarie 1992 la Observatorul European Austral de Eric Walter Elst și a fost numită după Gaspard-Gustave Coriolis. 
Obiectul prezintă o orbită caracterizată de o semiaxă mare de 2,9783357 UAi, o excentricitate de 0,08, o înclinație de 10,32823 ° în raport cu ecliptica.